# Union socialiste de l'Organisation de Jeunesse des Pionniers
 (juillet 2025).
Si vous disposez d'ouvrages ou d'articles de référence ou si vous connaissez des sites web de qualité traitant du thème abordé ici, merci de compléter l'article en donnant les références utiles à sa vérifiabilité et en les liant à la section « Notes et références ».
L'Union socialiste de l'Organisation de Jeunesse des Pionniers (Pionýrská Organizace Socialistického Svazu Mládeže, POSSM ; communément appelée Pionýr, soit Pionniers) était la branche tchécoslovaque du mouvement des Pionniers, dépendant du Parti communiste tchécoslovaque, sous le régime communiste. Habituellement, les enfants y rentraient à l'école primaire et continuaient jusqu'à l'adolescence. À l'adolescence, ils rentraient dans le Komsomol tchèque ou dans des organisations similaires.
Cette organisation a succédé au Sokol.
Elle existe durant vingt ans, de 1970 à 1990.